# SN 2003gb
SN 2003gb – supernowa odkryta 28 maja 2003 roku w galaktyce A142011+5257. W momencie odkrycia miała maksymalną jasność 24,00m.